# Windhausen (Attendorn)

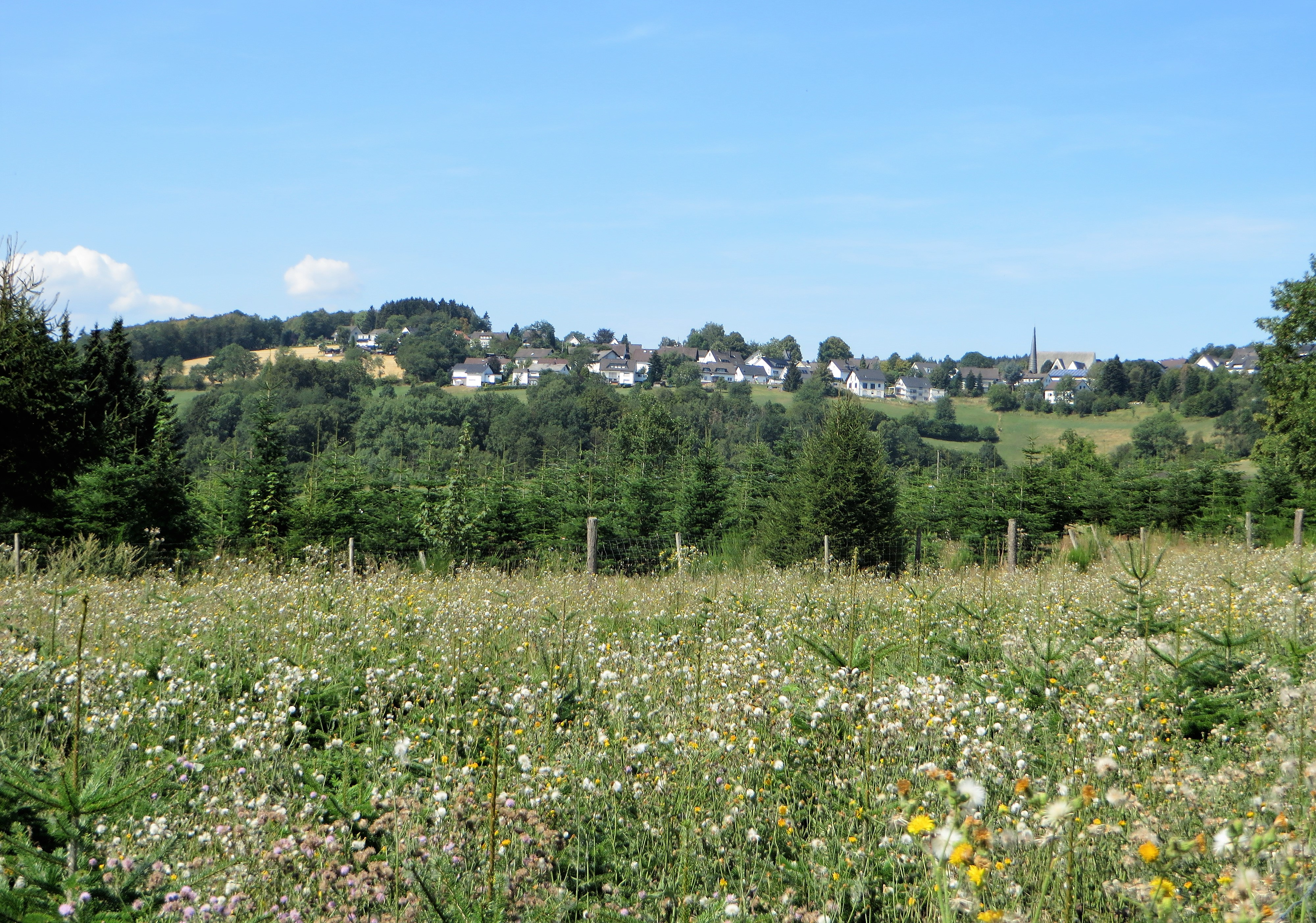
Blick auf den Ortsteil Windhausen

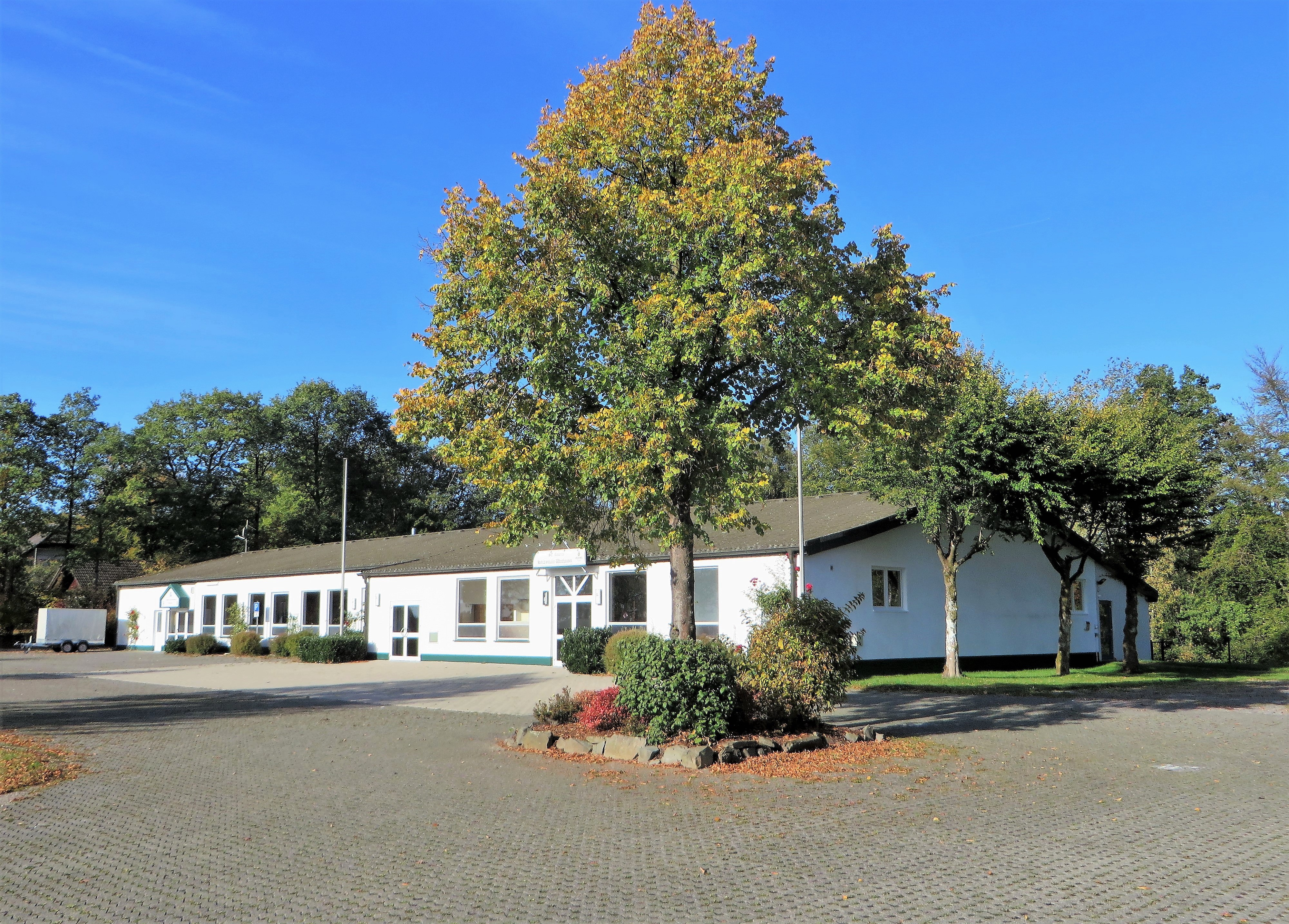
Schützenhalle in Windhausen

Windhausen ist ein Ortsteil der Stadt Attendorn im Kreis Olpe (Nordrhein-Westfalen) und hat 667 Einwohner (Stand 30. Juni 2024).

## Geografie
Windhausen liegt nordwestlich des Kernortes Attendorn am Rande des Ebbegebirges zwischen Keseberg im Osten und Lichtringhausen im Westen. Durch Windhausen verläuft die Landesstraße 697 von Attendorn nach Plettenberg. Hausberg ist der 512 m hohe Heßberg.

## Geschichte und Religion
Windhausen wurde urkundlich erstmals im Jahre 1393 mit dem Ausdruck „toe Wynthusen“ erwähnt. Der Ortsname kann als „bei den Häusern am Weideplatz“ gedeutet werden. 1434 vermachte Dietrich von Schnellenberg seinem Schwiegersohn Cord, Vogt von Elspe, verschiedene Zehnte zu Lange, Windhausen und Lichtringhausen. 1468 verkauften Henrich to Winthusen und Frau Geseke laut einer Urkunde des Klosters Ewig ihr Viertel des Hofes zu Bokenboel gen. Borgers Gut. 1487 trat ein Hinrich van Wynthusen in einer Urkunde des Klosters als Zeuge auf.
Politisch gehörte Windhausen ehemals zum Amt Waldenburg und im Gogericht und Kirchspiel Attendorn zur Bauerschaft Windhausen, der auch umliegende Orte wie Lichtringhausen, Keseberg, Biekhofen u. a. angehörten. Im Schatzungsregister von 1543 werden in der Winterhuißer Burschafft mit 21 Steuerpflichtigen ein Peter zu Windthaußen und ein Henrich zu Winthaußen mit einer Abgabe von 2 und 1 Goldgulden genannt. Im Register von 1565 wurden Jacob zu Winthaußen mit 3½ Goldgulden und Henrichs Kinder zu Winthaußen mit 1½ Goldgulden besteuert.
Im 17. Jahrhundert gab es in Windhausen drei Güter: Dankelmanns Gut, Schulten Gut und Niggehus Gut. Das große Dankelmanns Gut lag am Weg nach Lichtringhausen. Bewirtschaftet von Friedrich von Rauterkusen. Bis ins 20. Jahrhundert war die Familie Rauterkus auf dem Hof.
Das Schulten Gut war nicht ganz so groß wie das vorige; Bewirtschaftet von Jakob Schulte bis zu seinem Tode im Jahre 1680, danach von dessen Sohn Kornelius. Später wurde der Besitz aufgeteilt und das Gutshaus abgebrochen.
Das Niggehus Gut war ein Köttergut und lag im Dorf „am weitesten zurück“. Der Hof wurde bis 1682 bewirtschaftet von Clemens Niggehus, danach von dessen Sohn Cornelius. Anfang des 18. Jahrhunderts von Heinrich Hartmann gen. Niggehus. Besitzer Kaspar Niggehus verkaufte 1740 den Hof an Familie Anton Dingerkus in Attendorn, blieb aber Hofpächter. 1750 verkaufte Anton Dingerkus das Gut wieder an die Familie Johann Wilhelm Hund in Maiwormshammer. Im 20. Jahrhundert war Johann Rauterkus gen. Nigghus Hofbesitzer.
Im Jahr 1819 wurde die erste Schule in Windhausen gebaut, für das Dorf und alle umliegenden Dörfer. Genannte Lehrer: Kaufmann (1839), Weber (1885) und Gabriel (1899).
In den 1840er Jahren erfolgte der Bau einer Landstraße von Attendorn über Windhausen nach Plettenberg. 1895 gab es im Dorf 23 Gebäude mit Gastwirtschaft (Joh. Hüttemann) und 168 Einwohner. Die erste Kirche, St. Antonius (zum Neubau der Landstraße musste sie 1969 weichen), wurde 1898 erbaut, 1931 eine neue Volksschule. 1936 gab es in Windhausen 40 Wohnhäuser mit 47 Haushaltungen und 242 Einwohner.
Bürgermeister der Gemeinde Attendorn-Land und Amtsältester im Amt Attendorn war der Landwirt Ferdinand Hüttemann. 1988 hatte der Ort 638 Einwohner.
Ab 1819 gehörte Windhausen im Amt Attendorn zur Gemeinde Attendorn-Land, bis die Gemeinde 1969 in die Stadt Attendorn eingegliedert wurde.
Die 1964 eingeweihte katholische St.-Antonius-Kirche ist ortsbildprägend. Im Jahr 2009 gründete sich der Arbeitskreis Dorfchronik, der eine Chronik für die Orte Windhausen, Lichtringhausen und Biekhofen erarbeiten wollte.

## Bildungseinrichtungen
Im Dorf gibt es eine Kindertagesstätte, die von der Arbeiterwohlfahrt betrieben wird. Die nächstgelegene Grundschule und weiterführende Schulen befinden sich in Attendorn.

## Vereine und Wirtschaft
Windhausen ist eher landwirtschaftlich und touristisch geprägt. Im Dorf gibt es eine kleine Gaststätte, einen Schnellimbiss und eine Tierarztpraxis. Die einzige Bankfiliale wurde vor kurzem geschlossen.
An Vereinen existieren neben der 1908 gegründeten St. Antonius Schützenbruderschaft noch ein Motorrad Club und der Rentnerverein Windhausen, der sich um die Belange des Ortes kümmert. 2010 richtete er eine Marienstation an einem Wanderweg ein. Seit 2010 gab es zudem den Verein der Wanderfreunde Windhausen, der sich 2020 wieder auflöste.
Ferner existiert ein Wasserbeschaffungsverband und eine Osterfeuergemeinschaft, die das höchstgelegene Osterfeuer im Attendorner Stadtgebiet organisiert.
Außerdem gibt es seit 2005, in Gemeinschaft mit den Nachbardörfern Lichtringhausen und Neu-Listernohl, den Sportverein SC LWL 05. Derzeit spielen zwei Mannschaften in der Fußball-Bezirksliga: D-Jugend und 1. Seniorenmannschaft (Stand: Saison 2021/2022).